# オフィススイート
オフィススイート（英: Office suite）あるいはオフィスソフトとは、事務作業に必要なソフトウェアをセットにした、ソフトウェアスイートの一種（スイートは「ひと揃え」という意味）。最近はプロダクティビティスイート（Productivity suite）と呼ばれることも増えている。
具体的にはワープロ（ワープロソフト）、表計算、プレゼンテーション（プレゼンテーションソフト）、データベース（データベース管理システム）の組み合わせが一般的で、ほかにも電子メール（電子メールクライアント）、個人情報管理、DTPなどのアプリケーションソフトが組み合わされることも多い。
主にパーソナルコンピュータ（ノートパソコン、デスクトップパソコン、タブレット、スマートフォンなど）で使われる。マシンにインストールして使用する方式のものも、クラウドサービスで使用する方式のものもある。

## 歴史
オフィススイートの前段階の単体ソフト
1970年代は、ワープロソフト、スプレッドシートなどは、それぞれ単体のソフトとして販売されていた。
オフィススイートの歴史
オフィススイートの最初期のものとして挙げることができるのは1980年代初頭に登場したMicroPro International社のStarBurst（スターバースト）であり、これにはワープロソフトのWordStar（ワードスター）、スプレッドシートのCalcStar（カルクスター）、データベースソフトのDataStar（データスター）が含まれていた。
1989年6月に、マイクロソフトは、それまで別々に販売されていたWord、Excel、PowerPointを初めてセットにして、Macintosh（Mac）向けに販売した。なおWindows向けにこれらを初めてセット販売したのは1990年10月である。日本語版の最初のものは、Macintosh版がOffice for Mac 4.2として、Windows版は、英語のOffice 3.0を日本で「Office 1.0」として発売した。 
1992年にはLotus SofwareとIBMによりIBM PC向けにIBM Lotus SmartSuiteが開発・発売され、表計算ソフトのLotus 1-2-3、ワープロソフトのロータス・ワードプロ、プレゼンテーションソフトのロータス・フリーランス、関係データベースのロータス・アプローチ、個人情報管理ソフトのロータス・オーガナイザーのほか、画面録画ソフト「ロータス・スクリーンカム」 、統合管理ツール「ロータス・スマートセンター」、個人用ノート「ロータス・ノーツ」、さらにインターネットブラウザのNetscape Navigatorも含まれた。日本名（だけ）は「ロータス・スーパーオフィス」とされた。
1990年代前半までは、他にもコーレル、ジャストシステムなどもオフィススイートを開発・供給した。
（Apple社のGUIマシンMacintoshに追随しそれを追撃する形で）1995年8月にマイクロソフトがオペレーティングシステム (OS)のWindows 95をリリースすると、一般市民まで広く普及し、マイクロソフトが市場の独占を画策し、マイクロソフトWindowsにMicrosoft Officeをバンドルやプリインストールした状態のパーソナルコンピュータを販売するように各メーカーに働きかけ圧力をかけたことで、市場シェアが推定で90％台前半にも達し、当時はMS-Officeがデファクトスタンダードになり、同時に独占禁止法違反容疑で当局によって調査が行われるようになった。
（オフィススイートの市場が、事実上マイクロソフトに独占されるような形になってしまい、かなり不健全化してしまったことに対抗して）2002年5月に、オープンソースのOpenOfficeがサン・マイクロシステムズからリリースされた。（OpenOffice自体の開発は2011年1月で終了したが、このOpenOfficeを直接継承した後継スイートの代表としてLibreOfficeがあり、オフィススイートがあらかじめインストールされていない "素"のパーソナルコンピュータを購入する人は、LibreOfficeをネットから無料でダウンロード・インストールするということが2020年代現在も広く行われている。）
2004年1月にAppleは独自のオフィススイート、iWorkをリリース。
このころまでオフィススイートは、パーソナルコンピュータにプリインストールされたものを使う、あるいはバンドルされたものを自分でインストールして使用するものだった。
2010年代以後は、オフィススイートをクラウドサービスで無料または有料サブスクリプションで利用する形式を、Google、マイクロソフト、Apple、IBM、Zohoなどが開発供給している。
2010年代以後は個人使用でも法人使用でも、バンドル・プリインストール版の利用する方式と、クラウドサービスを無料または有料サブスクリプションで利用する方式が主要な利用法となっている。

## 代表的なオフィススイート

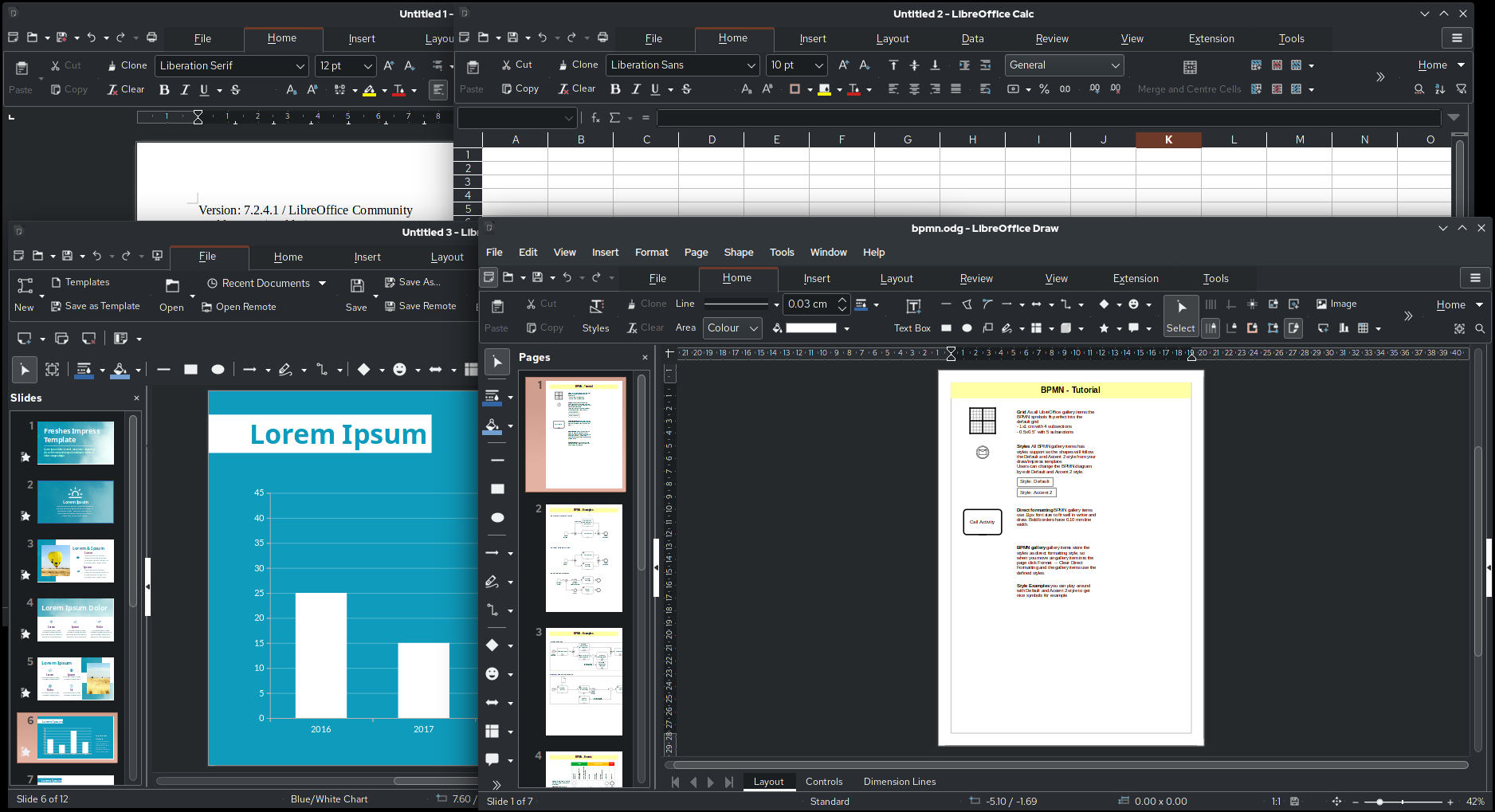
オフィススイートの一例、LibreOffice

- Calligra Suite - KDE（The Calligra Suite project） - インストール版
- LibreOffice - The Document Foundation - インストール版　オープンソースソフトウェア。（OpenOfficeの後継ソフトの代表的なもの）
- Microsoft Office - マイクロソフト - バンドルプリインストール版・インストール版・クラウドサービス版
- Googleドキュメント - Google - 個人向けクラウドサービス版
- Google Workspace - Google – 法人向けクラウドサービス版
- GNOME Office - GNOME - インストール版
- WordPerfect Office - コーレル - インストール版
- EIOffice - 永中科技（日本ではインターネットテレフォン） - インストール版
- 一太郎 プラチナ - ジャストシステム - 個人向けインストール版
- JUST Office - ジャストシステム - 法人向けインストール版
- iWork - Apple - バンドルプリインストール版
- iWork for iCloud - Apple - クラウドサービス版
- OfficeSuite - MobiSystems- バンドルプリインストール版・インストール版
- WPS Office - 金山軟件（キングソフト） - バンドルプリインストール版・インストール版
- ONLYOFFICE Docs - Ascensio System SIA - クラウドサービス版
- ONLYOFFICE Desktop Editors - Ascensio System SIA - インストール版
- ONLYOFFICE Documents - Ascensio System SIA - インストール版（AndroidおよびiOS向け）
- ONLYOFFICE Workspace - Ascensio System SIA - 法人向けクラウドサービス版
- Apache OpenOffice - Apacheソフトウェア財団 - インストール版
- ShareOffice - ShareMethods - クラウドサービス版
- Thinkfree Office - Hancom - インストール版・クラウドサービス版
- ZCubes - ZCubes Inc. - クラウドサービス版
- Zoho Office Suite - Zoho Corporation - クラウドサービス版
- FreeOffice[6] –　SoftMaker - インストール版
- IBM Connections Cloud - IBM - クラウドサービス版
- MobiSystems OfficeSuite（英語版） - インストール版（AndroidおよびiOS向け）

### かつて販売または配布されていたオフィススイート
- AppleWorks - Apple Computer（現・Apple）
- Microsoft Works - マイクロソフト
- OpenOffice.org - オラクル（日本では日本オラクル）、サン・マイクロシステムズ　＃ Apache OpenOffice と LibreOffice に分裂して移行。
- StarOffice（日本ではStarSuite） - サン・マイクロシステムズ
- Lotus SuperOffice - ロータス、IBM
- Lotus Symphony - IBM
- IBM Works - IBM
- SMART/2 - 日本IBM
- Justsystem Office - ジャストシステム
- JUST Suite - ジャストシステム
- OASYS SuperOffice - 富士通
- EPOC - PFU
- LANOFFICE - NEC
- HALNOTE - HAL研究所
- NeoOffice - Planamesa Software - インストール版

### その他
- Multi-Tool Family - マイクロソフト（Multiplan、 MultiChartなど。セット販売ではないためスイートではないが、複数で一揃え構成していた）